# NGC 7112
NGC 7112 (NGC 7113) é uma galáxia elíptica (E) localizada na direcção da constelação de Pegasus. Possui uma declinação de +12° 34' 09" e uma ascensão recta de 21 horas, 42 minutos e 26,5 segundos.
A galáxia NGC 7112 foi descoberta em 3 de Agosto de 1864 por Albert Marth.